# N72 (België)

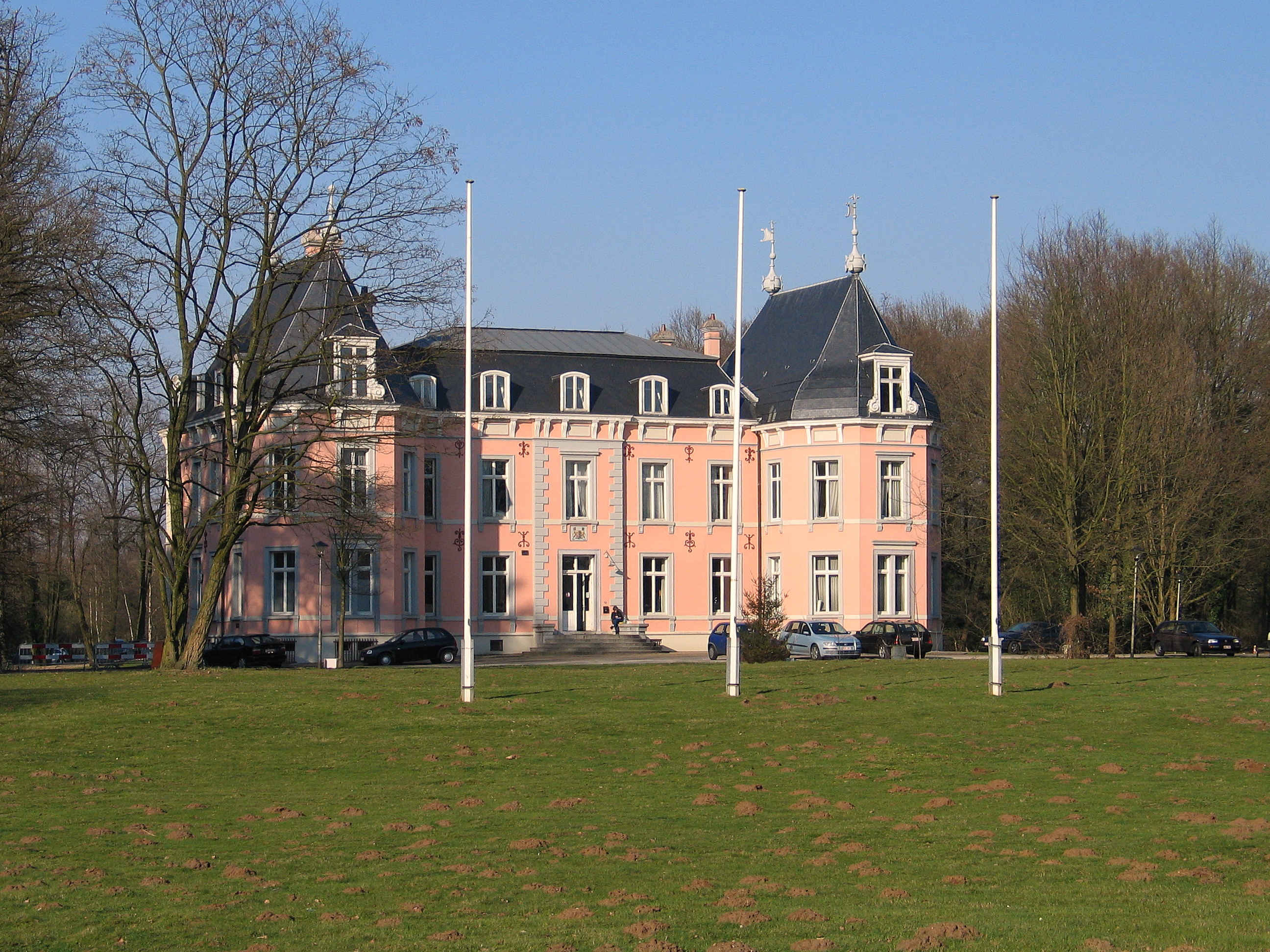
Kasteel Meylandt, gelegen langs de N72

De N72 is een gewestweg in de Belgische provincie Limburg. De weg heeft een lengte van ruim 20 kilometer en vormt de verbinding tussen de N74 te Zonhoven, in de buurt van Hasselt en de N73 te Heppen, in de buurt van Leopoldsburg.

## Traject

### Zonhoven
De weg begint aan het kruispunt met de N74 in het zuiden van de gemeente Zonhoven. Ze loopt door de bebouwde kom van het gehucht Terdonk en passeert na 2 kilometer spoorlijn 15. Daarna loopt ze door de bebouwde kom van het gehucht Halveweg.

### Heusden-Zolder
In de gemeente Heusden-Zolder volgt de weg een quasi kaarsrecht traject door het beboste domein van het kasteel Vogelsanck, tot aan afrit 28 van de E314/A2. De weg overbrugt de autosnelweg en volgt opnieuw een kaarsrecht traject. Ze vormt hier de oostgrens van het gehucht Boekt. Bij kilometerpaal 8 kilometer passeert de weg het kasteel Meylandt, de verblijfplaats van Barthélémy de Theux de Meylandt, een van de eerste Belgische premiers. De weg vormt hier ook de oostgrens van het gehucht Eversel.

### Beringen
Vanaf de grens met de stad Beringen volgt de weg de westelijke ring rond de stad en is uitgevoerd in 2x2 rijstroken. Op de meeste delen geldt er een snelheidsbeperking tot 90 km/u. Deze ring werd aangelegd op het einde van de jaren tachtig om het doorgaande verkeer uit het centrum te houden en als ontsluitingsweg van het industrieterrein dat naast de ring werd aangelegd. Ter hoogte van het kruispunt met de N29 naar Charleroi loopt de ring eventjes langs het Albertkanaal. Op het einde van de ring vervolgt de weg haar oude traject en passeert aan kilometerpaal 16 de gebouwen van de voormalige steenkoolmijn van Beringen. Onmiddellijk daarna loopt de weg door de bebouwde kom van Beringen-Mijn, de tuinwijk van de steenkoolmijn gelegen in de deelgemeenten Koersel en Beverlo. Ter hoogte van het centrum van Beverlo volgt de weg een kleine omleiding rond het centrum.(N72b)

### Leopoldsburg
Net voor kilometerpaal 20 passeert de weg de grens met Heppen, een deelgemeente van Leopoldsburg, en loopt nog zowat 800 meter verder tot aan de kerk van Heppen waar een rotonde aansluiting geeft met de N73 en de N141.

## Geschiedenis
De weg werd aangelegd in het eerste helft van de 19e eeuw als de verbinding tussen de twee arrondissementshoofdplaatsen Hasselt en Turnhout via de kantonhoofdplaatsen Beringen en Mol. Oorspronkelijk liep de verbinding tussen Beringen en Mol via Oostham maar na de oprichting van de gemeente Leopoldsburg en de groei van de gemeente door het militaire domein werd er tussen 1851 en 1857 een nieuwe verbinding aangelegd via Leopoldsburg. In het begin van de 20e eeuw werd langs de weg de steenkoolmijn van Beringen opgestart zodat de weg nog meer aan belang won.
Bij de invoering van N-nummers werd de verbinding een onderdeel van de N24 (Hasselt - Beringen - Leopoldsburg - Mol - Turnhout - Merksplas - Hoogstraten - grens). Bij de hernummering van de N-wegen in 1986 werd de lange verbinding opgesplitst in verscheidene delen en kreeg het gedeelte Zonhoven - Heppen het nummer N72 toebedeeld.

## Openbaar vervoer
Buslijn 29 (Hasselt - Leopoldsburg - Lommel) volgde bijna het volledige traject van de N72. De buslijn verliet de N72 alleen om te passeren door de centra van Beringen en Beverlo. Sinds de splitsing van deze lijn volgt lijn 52 het traject van lijn 29 tussen Hasselt en Beringen en lijn 58 het traject tussen Beringen en Lommel.

## Aftakkingen

### N72a
De N72a is een verbindingsweg in Beringen. De 3,5 kilometer lange route gaat dwars door Beringen heen, terwijl de N72 om Beringen heen gaat. In Beringen heeft de weg aansluitingen met de N29 en de N772.

### N72b
De N72b is een verbindingsweg in Beverlo. De 900 meter lange route gaat dwars door Beverlo heen, terwijl de N72 om Beverlo heen gaat. De route verloopt via Beverlo-Dorp, Burgemeester Heymansplein en Heppensesteenweg.